# Altoona (Alabama)
Altoona és una població dels Estats Units a l'estat d'Alabama. Segons el cens del 2007 tenia 966 habitants.

## Demografia
Segons el cens del 2000, Altoona tenia 984 habitants, 397 habitatges, i 271 famílies. La densitat de població era de 100 habitants/km².
Dels 397 habitatges en un 33,8% hi vivien nens de menys de 18 anys, en un 47,9% hi vivien parelles casades, en un 15,6% dones solteres, i en un 31,5% no eren unitats familiars. En el 29,2% dels habitatges hi vivien persones soles el 13,1% de les quals corresponia a persones de 65 anys o més que vivien soles. El nombre mitjà de persones vivint en cada habitatge era de 2,36 i el nombre mitjà de persones que vivien en cada família era de 2,89.
Per edats la població es repartia de la següent manera: un 25,5% tenia menys de 18 anys, un 8,2% entre 18 i 24, un 26,3% entre 25 i 44, un 22,6% de 45 a 60 i un 17,4% 65 anys o més.
L'edat mediana era de 38 anys. Per cada 100 dones hi havia 78,6 homes. Per cada 100 dones de 18 o més anys hi havia 79,2 homes.
La renda mediana per habitatge era de 20.469 $ i la renda mediana per família de 28.750 $. Els homes tenien una renda mediana de 30.250 $ mentre que les dones 22.344 $. La renda per capita de la població era d'11.168 $. Aproximadament el 21,8% de les famílies i el 27,2% de la població estaven per davall del llindar de pobresa.

## Poblacions més properes
El següent diagrama mostra les poblacions més properes.